# Condé-sur-Sarthe
Condé-sur-Sarthe is een gemeente in het Franse departement Orne (regio Normandië). De plaats maakt deel uit van het arrondissement Alençon. Condé-sur-Sarthe telde op 1 januari 2022 2.492 inwoners.

## Geografie
De oppervlakte van Condé-sur-Sarthe bedroeg op 1 januari 2022 8,46 vierkante kilometer; de bevolkingsdichtheid was toen 294,6 inwoners per km².

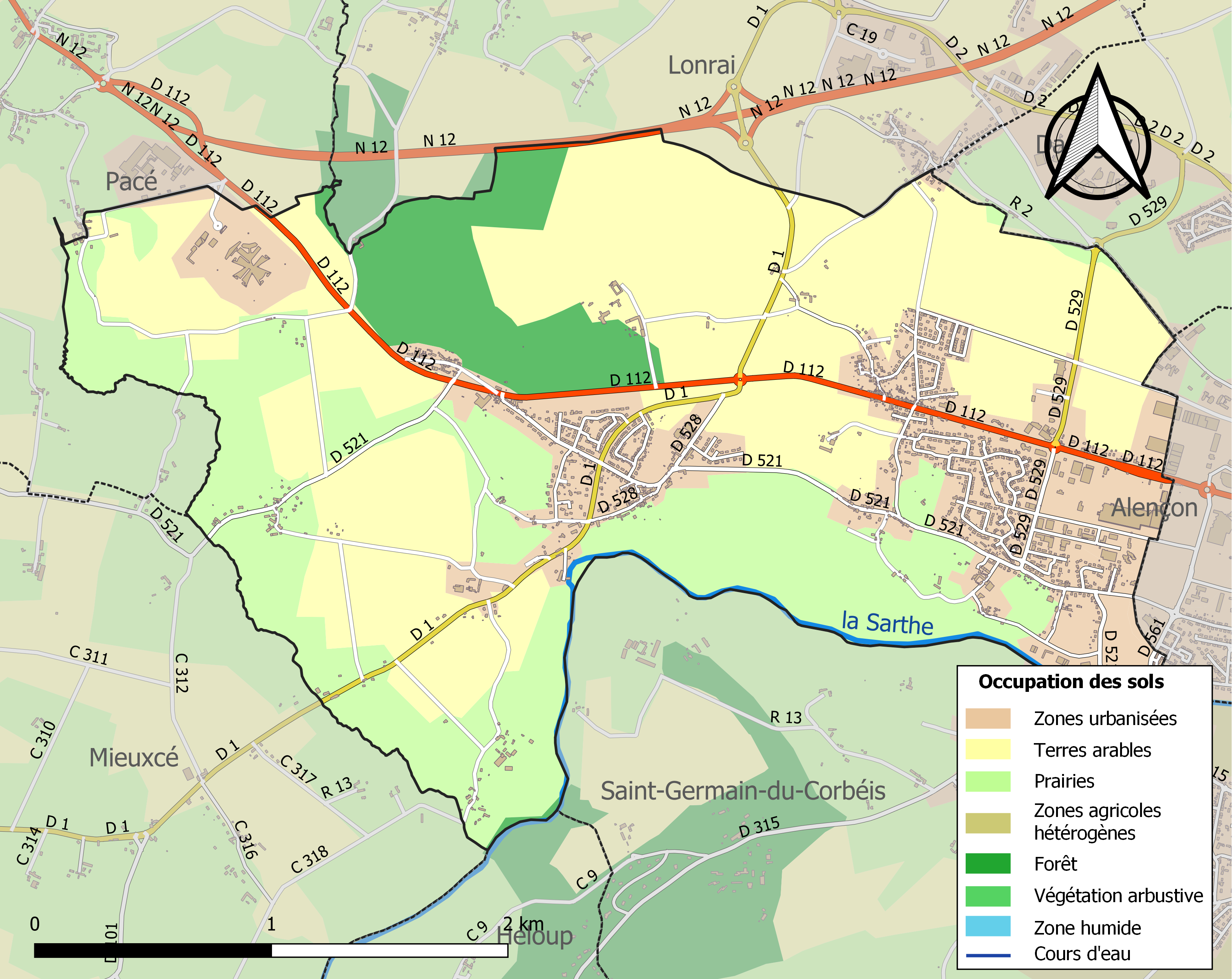
Kaart van de gemeente met belangrijkste infrastructuur, bodemgebruik en omliggende gemeenten

## Demografie
Onderstaande figuur toont het verloop van het inwonertal (bron: INSEE-tellingen).